# Замок Криккиет
Замок Криккиет (англ. Criccieth Castle, валл. Castell Cricieth) — валлийский замок, расположенный на мысе между двумя пляжами в Криккиете, Гуинет (Северный Уэльс). Возведён королём Гвинеда Лливелином Великим, но после захвата войсками короля Англии Эдуарда I в конце XIII века был в значительной степени перестроен.
Замок является памятником архитектуры первой категории и находится в ведении Cadw. В нём выставлены экспонаты из валлийских замков и их история, а так представлена информация о англо-нормандском хронисте XII века Гиральде Камбрийском.

## История
До каменного замка в Криккиете на другом месте стоял замок по типу мотт и бейли. В 1283 году замок был захвачен англичанами под командованием короля Эдуарда I, а затем реконструирован Джеймсом из Сент-Джорджа.
В 1294 году Мадог ап Лливелин, дальний родственник Лливелина ап Грифида, поднял восстание против англичан. Валлийцы сожгли несколько английских городов, а Криккиет (как и замки Харлех и Аберистуит) осаждали всю зиму. Обитатели замка сумели продержаться до весны, когда припасы были пополнены.
В XIV веке в замке жил известный валлийский констебль по имени Хиуэл ап Груффид, известный как Хауэлл Топор, который сражался на стороне Эдуарда III в битве при Пуатье в 1356 году.
Замок использовался в качестве тюрьмы до 1404 года, когда валлийские войска захватили его во время восстания Оуайна Глиндура. Затем валлийцы разрушили стены и подожгли замок. На некоторых камнях до сих пор заметны следы пожара.
Мастер романтического пейзажа Уильям Тёрнер запечатлел замок Криккиет в своей знаменитой серии картин, изображающих моряков, потерпевших кораблекрушение.